# Andrea Bagioli
Pour les articles homonymes, voir Bagioli.
Andrea Bagioli, né le 23 mars 1999 à Ganda (it), est un coureur cycliste italien. Il est le frère cadet de Nicola Bagioli, également coureur cycliste.

## Biographie

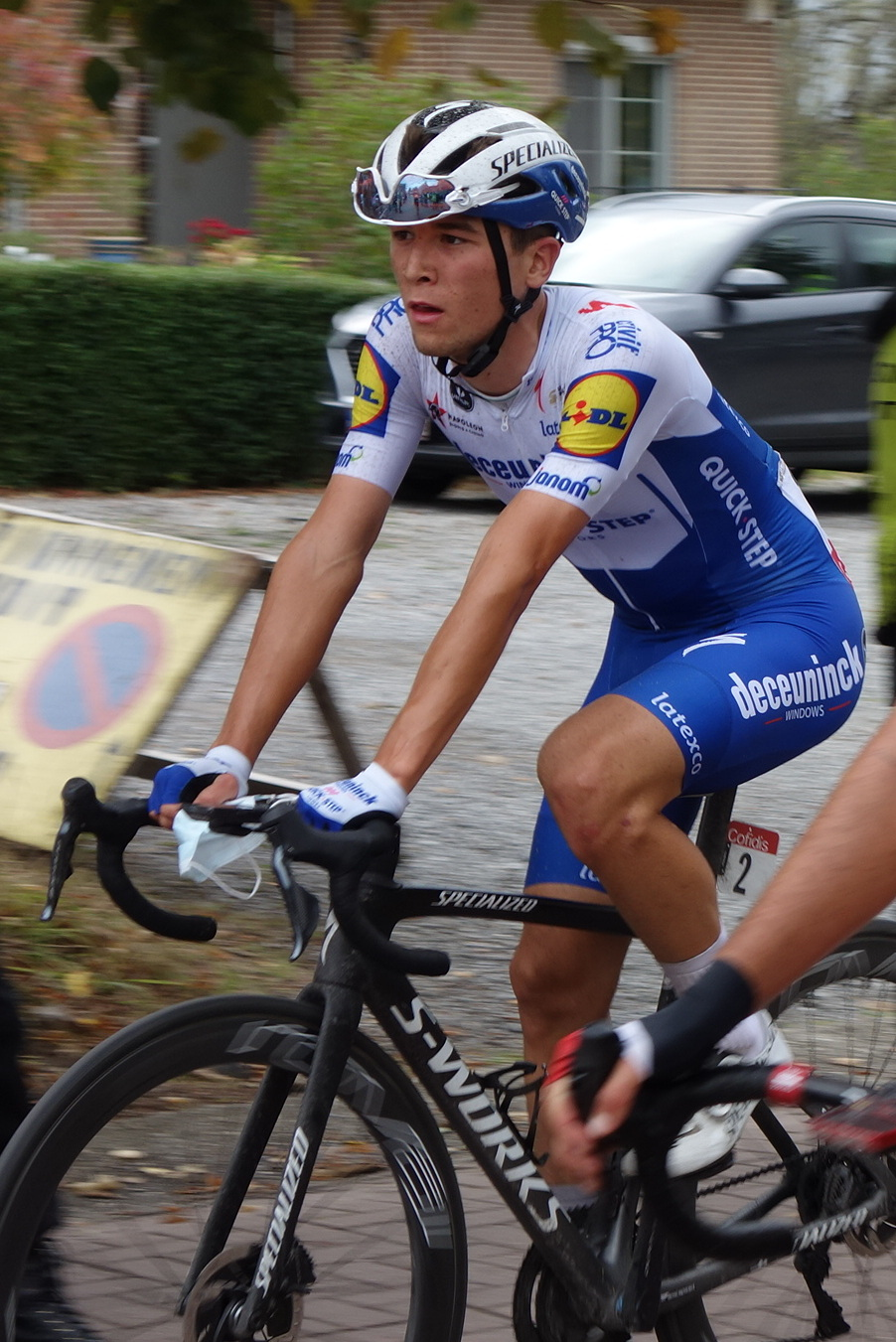
Bagioli lors de la Flèche wallonne en 2020.

Bagioli grandit à Lanzada, dans la province de Sondrio. En 2018, il rejoint l'équipe italienne Colpack et gagne le général, ainsi qu'une étape de Toscane-Terre de cyclisme. En 2019, il remporte le Trophée de la ville de San Vendemiano. En mai, lors de la Ronde de l'Isard d'Ariège, une course de quatre jours, il remporte la deuxième et la troisième étape de cette épreuve, avant de s'adjuger le classement final lors de la dernière journée. Deux mois plus tard, il s'adjuge la dernière étape du Tour de la Vallée d'Aoste. En fin de saison, il gagne le Tour de Lombardie amateurs, après avoir terminé deuxième la saison précédente, mais récupéré la victoire 6 ans plus tard après la disqualification de Robert Stannard.

### Quick-Step (2020-2023)
Ses bons résultats lui permettre de rejoindre en 2020 l'UCI World Tour au sein de la formation Deceuninck-Quick Step. Pour sa première saison, il gagne la 1re étape du Tour de l'Ain. Lors de la Semaine internationale Coppi et Bartali, il remporte une étape et porte le maillot de leader au départ de la dernière étape. Il perd la victoire au général pour une seconde de bonification face à Jhonatan Narváez et doit se contenter de la deuxième place. En octobre, il participe au Tour d'Espagne, son premier grand tour, mais abandonne lors de la 16e étape.
Il remporte la Drôme Classic pour son deuxième jour de course en 2021. Courant ensuite le Trofeo Laigueglia, il y subit une chute qui le blesse au genou gauche. Traité par chirurgie, sa reprise des compétitions a lieu au mois de juillet. Quatrième du Tour de l'Ain, il passe proche de la victoire sur le Tour d'Espagne en terminant troisième de la 6e étape et deuxième de la 12e étape. En fin de saison, son contrat est prolongé jusqu'en fin d'année 2023.
En mars 2022, il remporte la dernière étape du Tour de Catalogne, signant son premier succès sur l'UCI World Tour.
Ses trois dernières courses sous le maillot Soudal-Quick-Step se déroulent en Italie en octobre 2023. Troisième de la Coppa Bernocchi le 2 octobre, il remporte ensuite le 5 le Tour du Piémont dans un sprint à quatre et termine deuxième du Tour de Lombardie deux jours plus tard derrière Tadej Pogačar.

### Lidl Trek (depuis 2024)
En août 2023, Lidl-Trek annonce le recrutement de Bagioli avec un contrat portant sur trois saisons.

## Palmarès

### Palmarès professionnel
| - 2020 - 1re étape du Tour de l'Ain - 2e étape de la Semaine internationale Coppi et Bartali - 2e de la Semaine internationale Coppi et Bartali - 2021 - Drôme Classic - 2022 - 7e étape du Tour de Catalogne - 3e du Grand Prix cycliste de Montréal - 2023 - 5e étape du Tour de Wallonie - 3e étape du Tour de Slovaquie - Tour du Piémont - 2e du Tour de Lombardie - 3e de la Drôme Classic - 3e de la Coppa Bernocchi - 6e de l'Amstel Gold Race - 9e de la Classique de Saint-Sébastien | - 2025 - 3e du Grand Prix Miguel Indurain - 5e de la Cadel Evans Great Ocean Road Race - 6e de Liège-Bastogne-Liège |  |

### Résultats sur les grands tours

#### Tour de France
1 participation
- 2022 : 98e

#### Tour d'Italie
1 participation
- 2024 : 65e

#### Tour d'Espagne
3 participations
- 2020 : abandon (16e étape)
- 2021 : 90e
- 2023 : abandon (6e étape)

### Classements mondiaux
| Année                                 | 2018 | 2019 | 2020 | 2021 | 2022 | 2023 | 2024 |
| ------------------------------------- | ---- | ---- | ---- | ---- | ---- | ---- | ---- |
| Classement mondial                    | 613e | 672e | 110e | 173e | 149e | 34e  | 455e |
| UCI Europe Tour                       | 386e | 496e | 93e  | 149e | 125e | 32e  | nc   |
|                                       |      |      |      |      |      |      |      |
| Légende : nc = non classéSource : UCI |      |      |      |      |      |      |      |

## Distinctions
- Oscar TuttoBici des espoirs : 2018
- Mémorial Gastone Nencini (révélation italienne de l'année) : 2020